# Травин, Александр Константинович
Александр Константинович Травин (23 июля 1937 — 15 февраля 1989) — советский баскетболист. Рост — 189 см. Вес — 85 кг. Заслуженный мастер спорта СССР (1964).
Сын известного тренера Константина Травина.

## Биография
Воспитанник ЦСКА. Выступал за ЦСКА (1958—1967).
Окончил Смоленский институт физкультуры. В 1977—1979 — старший преподаватель кафедры физвоспитания Военно-политической академии им. В. И. Ленина.
Затем некоторое время тренировал команду Группы советских войск в Германии, которая выступала на первенстве Вооруженных сил СССР.
По возвращении в Москву работал начальником СДЮШОР ЦСКА, подключался к тренерской работе с молодежными командами СССР.
Скончался 11 февраля 1989 года. Похоронен на Ваганьковском кладбище рядом с отцом.

## Достижения
- Серебряный призёр ОИ-1964.
- Чемпион мира 1967, бронзовый призёр чемпионата мира 1963.
- Чемпион Европы 1963, 1965.
- Чемпион СССР 1960—1966, серебряный призёр чемпионата СССР 1958, бронзовый — 1967.
- Чемпион III (1963) и бронзовый призёр IV (1967) Спартакиад народов СССР.
- Обладатель КЕЧ 1961 и 1963 гг.
- Награждён двумя медалями «За трудовую доблесть».